# Stühlinger
Stühlinger es un barrio de Friburgo de Brisgovia en Baden-Wurtemberg, Alemania. Hasta la segunda mitad del siglo XIX el territorio consistía de prados y campos. El nombre refiere a los Caballeros de Stühlingen que en el pasado fueron propietarios de terreno. Se considera que el barrio comenzó con la construcción de la línea ferroviaria de Karlsruhe a Friburgo y de la estación central. La urbanización propiamente dicha comenzó en 1875. A diferencia de los barrios históricamente desarrollados con un núcleo antiguo, el Stühlinger fue planificado. Las calles se trazaron en bloques cuadrados.

## Puntos de interés
- Iglesia del Corazón de Jesús
- Puente de Wiwili

## Enlaces
- Wikimedia Commons alberga una categoría multimedia sobre Stühlinger.
- Páginas Badenses: Vistas del Stühlinger